# Sterylizacja sucha

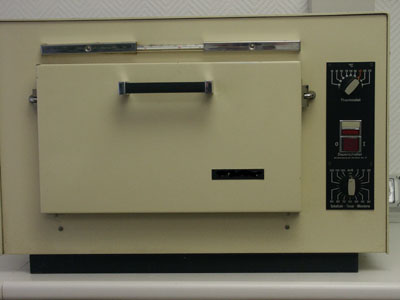
Sterylizator suchym, gorącym powietrzem.

Sterylizacja sucha (ang. dry heat sterilization) – wyjaławianie sprzętu w wystarczająco gorącym, suchym powietrzu, aby zabić wszelkie mikroorganizmy; przeprowadzana zazwyczaj w temperaturze 160–180 °C i w czasie od 90 minut do 3 godzin. 
Amerykańska agencja CDC wskazuje, że proces sterylizacji powinien trwać 60 minut w temperaturze 170 ° C, 120 minut w temperaturze 160 ° C lub 150 minut – w 150 ° C. Metoda powinna być stosowana na materiałach, które wilgotne ciepło może uszkodzić lub które są dla niego nieprzenikalne (np. proszki, produkty ropopochodne, ostre narzędzia). Do monitorowania efektywności sterylizacji powinny służyć bakterie Bacillus atrophaeus, ze względu na większą odporność na suche ciepło w stosunku do innych bakterii (jak np. Geobacillus stearothermophilus).
Zalety metody: 
- brak toksyczności i brak zagrożenia dla środowiska
- stosunkowo niskie koszty i łatwość eksploatacji sterylizatora
- ciepło penetruje materiały
- nie powoduje korozji metalu i ostrych narzędzi.

Wady metody: 
- mała szybkość przenikania ciepła (metoda czasochłonna)
- wysokie temperatury nie są odpowiednie dla większości materiałów[3].